# Die beiden Brüder und das Gold

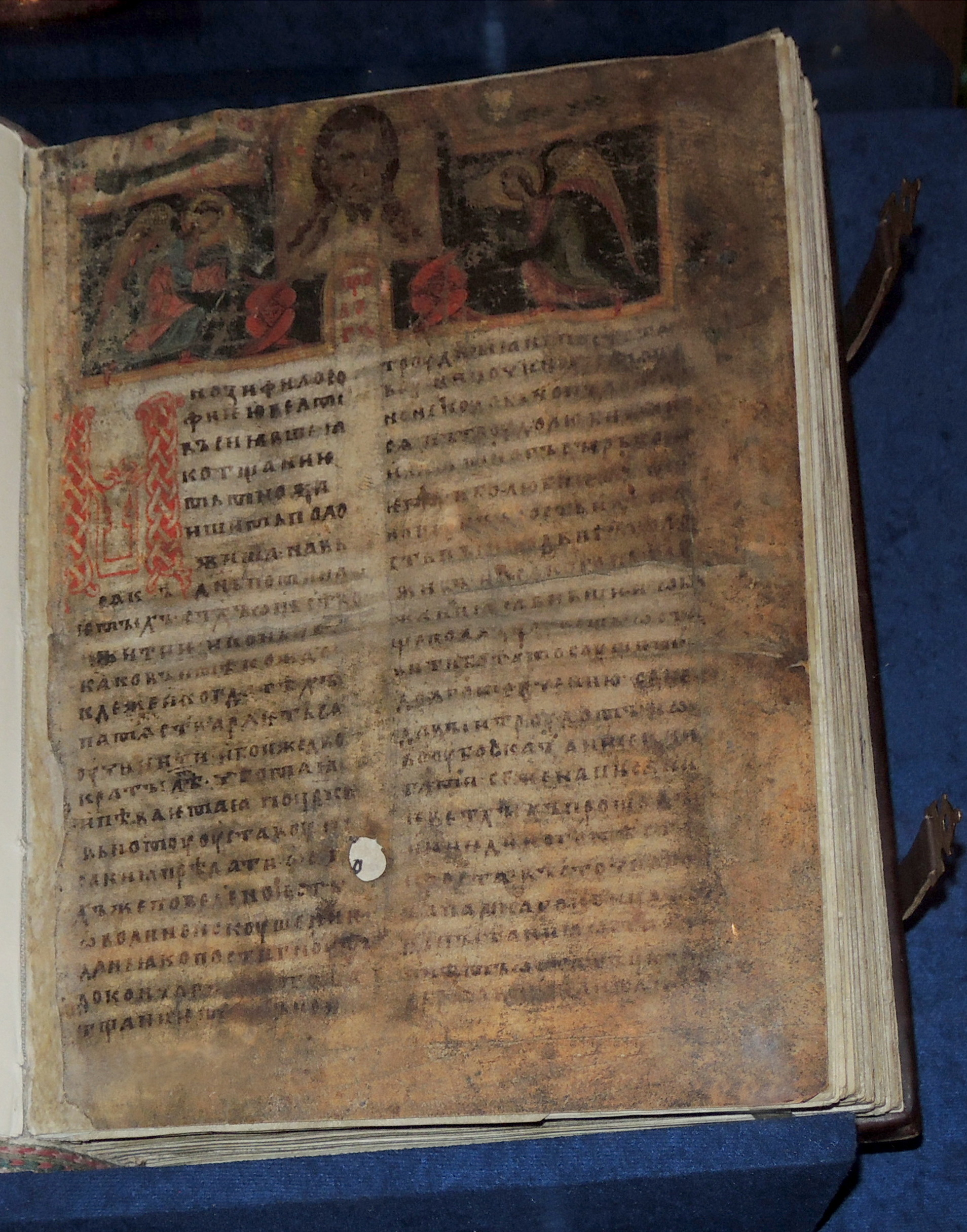
Der Russische Prolog (Sammlung von Heiligenviten) aus der zweiten Hälfte des 13. Jahrhunderts

Die beiden Brüder und das Gold (russisch Два брата и золото, Dwa brata i soloto) ist eine Legende von Lew Tolstoi, die im Spätwinter 1885 geschrieben, Anfang 1886 im Verlag Posrednik erschien. 1982 kam der Text im 4. Lesebuch des 10. Bandes Powesti und Erzählungen 1872–1886 in der 22-bändigen Tolstoi-Ausgabe im Verlag für Künstlerische Literatur in Moskau heraus.
Die Geschichte hat Tolstoi der Erzählung des Heiligen Theodor, Bischof von Edessa aus dem Prolog entnommen.

## Inhalt
Früher lebten in der Nähe von Jerusalem zwei Brüder. Athanasius und sein jüngerer Bruder Johannes arbeiteten unentgeltlich für Bedürftige. Eines Morgens, als sich die beiden auf dem Wege zu verschiedenen Arbeitsstellen getrennt hatten, beobachtete Athanasius nach einem Weilchen, wie Johannes stehenblieb, auf irgendetwas am Wege starrte und – dem Anschein nach – entsetzt davonlief. Athanasius schaute wenig später an der Stelle nach und fand im Gras einen Haufen Gold. Davon baute er drei Häuser – Unterkünfte für Witwen, Waisen, Sieche, Arme, Pilger und Bettler. Athanasius’ selbstgefällige Betrachtung seiner fertiggestellten Bauwerke wurde empfindlich durch einen Engel, der ihm erschien, gestört: Eigene Arbeit sei mehr Wert als ein Haufen Gold, den der Versucher hingelegt habe. Athanasius ging in sich. Er suchte und fand alsdann seinen Bruder, der über alle Berge davongelaufen war. Beide arbeiteten fortan gemeinsam nach altgewohnter Art.

## Deutschsprachige Ausgaben
- Die beiden Brüder und das Gold. Deutsch von Arthur Luther. S. 155–157 in: Gisela Drohla (Hrsg.): Leo N. Tolstoj. Sämtliche Erzählungen. Fünfter Band. Insel, Frankfurt am Main 1961 (2. Aufl. der Ausgabe in acht Bänden 1982)